# Nekrolog 1336
Nekrolog
◄◄
| ◄
| 1332
| 1333
| 1334
| 1335
| 1336 | 1337 | 1338 | 1339 | 1340 | ► | ►►
Weitere Ereignisse | Allgemeiner Nekrolog 1336
Die Beschreibung der verstorbenen Person sollte so kurz wie möglich gehalten sein und nur deren signifikante Tätigkeit(en) enthalten.
Neue Namen ggf. auch unter dem Geburts- und Sterbedatum, also etwa unter 1. Januar und im Geburts- und Sterbejahr (2024) eintragen (nur bei entsprechender großer Wichtigkeit). Für Beispiele siehe die schon vorhandenen Artikel.
Außerdem über die fünf zuletzt Verstorbenen, zu denen es einen ausreichend guten Artikel für eine Präsentation auf der Hauptseite gibt, nach der todesbedingten Überarbeitung der Artikel ggf. auch unter Wikipedia Diskussion:Hauptseite informieren und sie am besten auch in den anderen Wikipedia-Sprachversionen eintragen. Tipp: Regelmäßig bei news.google.de nach „ist tot“, „gestorben“ oder „verstorben“ suchen.
Wenn eine Person gestorben ist, gibt es viele Seiten zu dieser Person in der Wikipedia, die davon auch betroffen sind und entsprechend aktualisiert werden müssen. Beispiele: Namenübersichtsseite, Geburtsjahr, Geburtsort-Seiten und viele mehr.
Wie finde ich die betroffenen Seiten?
Im Suchfeld auf der linken Seite gibt man den Suchbegriff so ein: „Vorname Nachname“. Dann klickt man auf Volltext und alle Seiten mit entsprechendem Suchtext werden aufgerufen. Hier sieht man dann schnell, wo auch das Todesjahr Sinn macht oder sogar ein Teil des Artikels angepasst werden muss. Auch hilft das „Werkzeug“ auf der linken Seite sehr gut, um solche Seiten aufzufinden: „Links auf diese Seite“. Somit ist die Wikipedia wieder aktuell in allen Bereichen! Hinweis: bei Eintragung der Kategorie „Gestorben JAHR“ wird der Missbrauchsfilter 49 ausgelöst, was jedoch nicht schlimm ist. Siehe: Spezial:Missbrauchsfilter/49
Dies ist eine Liste von im Jahr 1336 verstorbenen bekannten Persönlichkeiten. Die Einträge erfolgen innerhalb der einzelnen Daten alphabetisch sortiert. Tiere sind im Nekrolog für Tiere zu finden.

## Januar
| Tag        | Name                               | Beruf, bekannt als                                    | Alter | Beleg |
| ---------- | ---------------------------------- | ----------------------------------------------------- | ----- | ----- |
| 20. Januar | John de Bohun, 5. Earl of Hereford | englischer Magnat und Lord High Constable von England | 29    |       |
| 24. Januar | Alfons IV.                         | König von Aragon                                      |       |       |

## März
| Tag      | Name           | Beruf, bekannt als                                                        | Alter | Beleg |
| -------- | -------------- | ------------------------------------------------------------------------- | ----- | ----- |
| 27. März | William Airmyn | Bischof von Norwich, Lordkanzler, Lord High Treasurer, Lordsiegelbewahrer |       |       |

## April
| Tag      | Name               | Beruf, bekannt als                                     | Alter | Beleg |
| -------- | ------------------ | ------------------------------------------------------ | ----- | ----- |
| 5. April | Johann von Durazzo | Graf von Gravina, Fürst von Achaia, Herzog von Durazzo |       |       |

## Mai
| Tag     | Name             | Beruf, bekannt als           | Alter | Beleg |
| ------- | ---------------- | ---------------------------- | ----- | ----- |
| 15. Mai | Arpa Ke'un       | mongolischer Ilchan          |       |       |
| 17. Mai | Go-Fushimi       | 93. Tennō von Japan          | 48    |       |
| 23. Mai | Wacław von Płock | Herzog von Masowien in Płock |       |       |

## Juni
| Tag     | Name                   | Beruf, bekannt als         | Alter | Beleg |
| ------- | ---------------------- | -------------------------- | ----- | ----- |
| 4. Juni | Guillaume Pierre Godin | Kardinalbischof von Sabina |       |       |

## Juli
| Tag     | Name                   | Beruf, bekannt als                                | Alter | Beleg |
| ------- | ---------------------- | ------------------------------------------------- | ----- | ----- |
| 4. Juli | Elisabeth von Portugal | Prinzessin von Aragonien und Königin von Portugal | 65    |       |
| 5. Juli | Kusunoki Masashige     | japanischer Volksheld                             |       |       |

## August
| Tag        | Name               | Beruf, bekannt als | Alter | Beleg |
| ---------- | ------------------ | ------------------ | ----- | ----- |
| 27. August | Walram von Veldenz | Bischof von Speyer |       |       |

## September
| Tag           | Name                             | Beruf, bekannt als                                           | Alter | Beleg |
| ------------- | -------------------------------- | ------------------------------------------------------------ | ----- | ----- |
| 5. September  | Karl von Évreux                  | Graf von Étampes                                             |       |       |
| 13. September | John of Eltham, Earl of Cornwall | englischer Prinz                                             | 20    |       |
| 30. September | Katharina von Savoyen            | Gattin von Herzog Leopold I. von Österreich                  |       |       |
| September     | Ramon Muntaner                   | katalanischer Geschichtsschreiber, Beamter und Söldnerführer |       |       |

## Oktober
| Tag         | Name                 | Beruf, bekannt als                      | Alter | Beleg |
| ----------- | -------------------- | --------------------------------------- | ----- | ----- |
| 31. Oktober | Elisabeth von Ungarn | Dominikanerin und Prinzessin von Ungarn |       |       |

## November
| Tag          | Name              | Beruf, bekannt als | Alter | Beleg |
| ------------ | ----------------- | ------------------ | ----- | ----- |
| 2. November  | Albert I. von Enn | Bischof von Brixen |       |       |
| 11. November | Eduard I.         | Graf von Bar       |       |       |

## Datum unbekannt
| Tag | Name                          | Beruf, bekannt als                                             | Alter | Beleg |
| --- | ----------------------------- | -------------------------------------------------------------- | ----- | ----- |
|     | Arnold III. von Uissigheim    | Ritter                                                         |       |       |
|     | Jordanus Catalanus de Severac | katholischer indischer Missionar und Diözesanbischof           |       |       |
|     | Kham Fu                       | König von Lan Na                                               |       |       |
|     | Margiris                      | legendärer Fürst von Niederlitauen                             |       |       |
|     | Heinrich III. von Metz        | Zisterzienserabt, königlicher Kanzler, Fürstbischof von Trient |       |       |
|     | Lestko                        | Herzog von Ratibor (1306–1336)                                 |       |       |
|     | Richard von Wallingford       | englischer Geistlicher, Astronom und Uhrmacher                 |       |       |
|     | Simon II.                     | Graf der Vorderen Grafschaft Sponheim                          |       |       |